# Acrobotrys
Acrobotrys là một chi thực vật có hoa trong họ Thiến thảo (Rubiaceae).

## Loài
Chi Acrobotrys gồm các loài: